# Токійський дренажний підземний канал
35°59′51″ пн. ш. 139°48′42″ сх. д. / 35.9975° пн. ш. 139.81166666667° сх. д.
Зовнішній підземний дренажний канал столичного району (Токіо) (яп. 首都圏外郭放水路, shutoken gaikaku hōsuiro) — проєкт інфраструктури підземних дренажних каналів у Касукабе, Сайтама, Японія. Це найбільша у світі макроінженерна споруда для відведення паводкових вод. Вона побудована для зменшення збитків від розливу головних водних шляхів Токіо та річок під час сезонів дощів і тайфунів. Він розташований між Сьова, префектура Ґумма і Касукабе в префектурі Сайтама, на околиці міста Токіо в районі Великого Токіо.

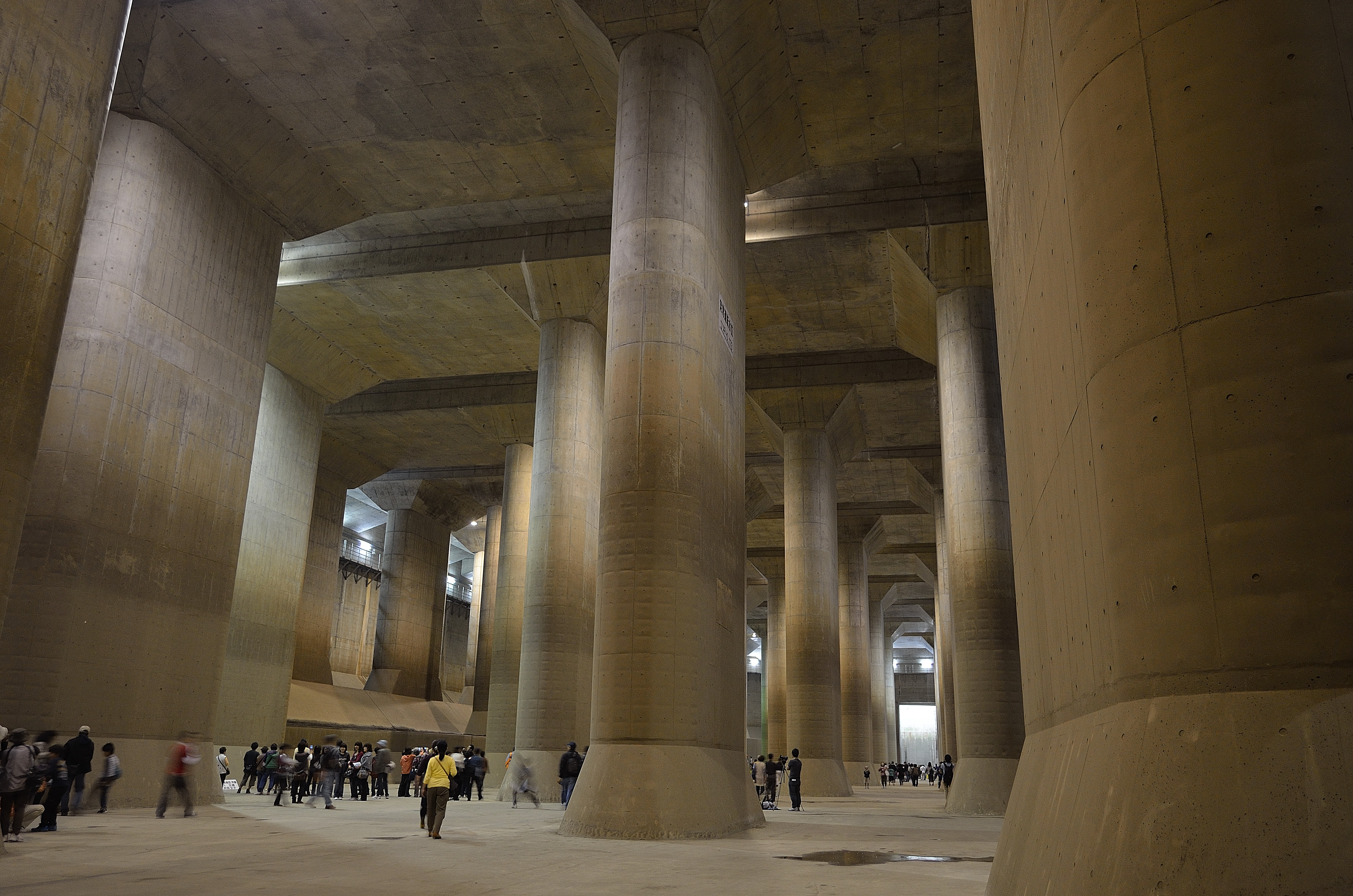
Резервуар для контролю тиску

Робота над проєктом почалася у 1992 році і була завершена на початку 2006 року. Ця справді грандіозна споруда складається з п'яти бетонних резервуарів висотою 65 і діаметром 32 метри. Вони з'єднані тунелями, протяжністю 6,4 км та розташовані на глибині 50 метрів під поверхнею. Тунелі також ведуть до величезного резервуара для води висотою 25,5 м, довжиною 177 м та шириною 78 метрів. 
На фото вище видно декілька із 59 масивних колон, які підтримують стелю цього резервуару та з'єднані з сімдесятьма вісьмома насосами, потужністю 10 МВт, які можуть перекачувати до 200 тон води в річку Едо за секунду.

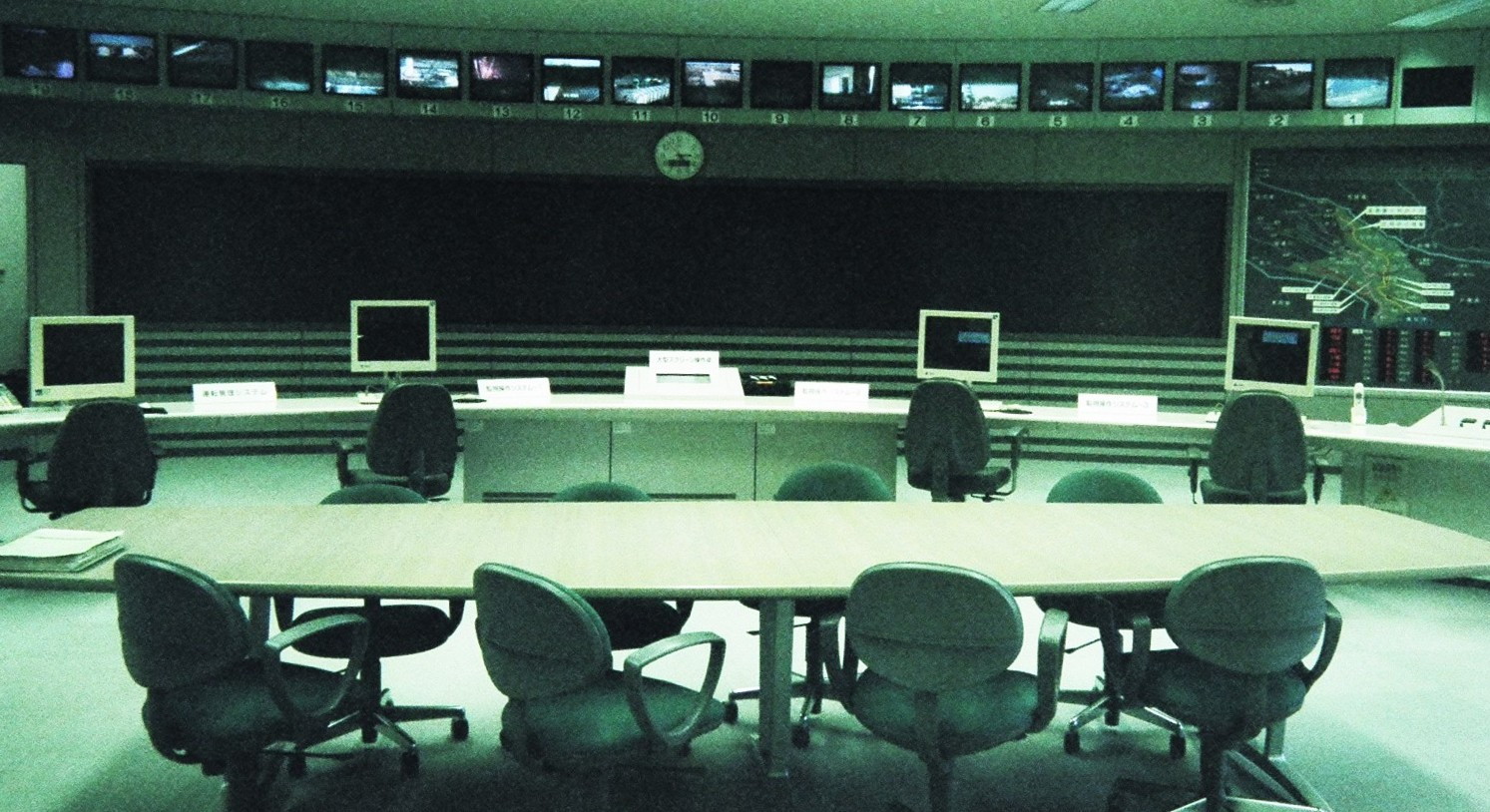
Центральна диспетчерська